# John Mahon
John Mahon (* 26. November 1999 in Sligo) ist ein irischer Fußballspieler, der bei den Sligo Rovers in der League of Ireland unter Vertrag steht.

## Karriere
John Mahon begann seine Fußballkarriere im Kindesalter bei Ballisodare United, in einem Vorort seiner Geburtsstadt Sligo. Im Alter von 17 Jahren wechselte Mahon zu den Sligo Rovers. Nach zwei Jugendjahren bei den Rovers, gab er sein Debüt in der ersten Mannschaft am 17. April 2017 bei einem 1:0-Sieg gegen Finn Harps im League of Ireland Cup. Dies blieb sein einziger Auftritt in dieser Saison, obwohl er in 19 Ligaspielen der League of Ireland im Kader stand.
Sein Debüt in der Premier Division der League of Ireland gab Mahon ein Jahr später am 21. April 2018 bei einem 0:0-Unentschieden gegen St. Patrick’s Athletic. In der Abwehrreihe der Rovers konnte sich Mahon in der Saison 2018 als Stammspieler etablieren. Durch seine starken Leistungen erhielt er im Juni 2018 einen neuen Vertrag mit einer Laufzeit bis zum Ende der Saison 2020. Am letzten Spieltag der Saison 2018 erzielte er sein erstes Tor bei einem 2:0-Sieg über die Shamrock Rovers. In seiner Durchbruchssaison bestritt der junge Innenverteidiger insgesamt 29 Pflichtspiele und erzielte dabei ein Tor. In der Spielzeit 2019 blieb er Stammkraft in der Abwehr der Rovers und kam auf 39 Pflichtspiele darunter 34 in der Liga.
Am 2. Februar 2020 erlitt Mahon in einem Testspiel vor der Saison 2020 gegen Athlone Town einen Schienbeinbruch. Die Verletzung hielt ihn fast die gesamte Saison über außer Gefecht. Er kehrte erst im Oktober 2020 zurück zur Mannschaft und bestritt bis zum Ende der Saison fünf Spiele in allen Wettbewerben, darunter drei Ligaspiele. Nach seiner Rückkehr von der Verletzung unterzeichnete Mahon im Oktober 2020 einen neuen Zweijahresvertrag mit dem Verein. Mahon kämpfte sich in der Saison 2021 zurück in die Stammformation und erreichte mit dem Verein Platz 3, welches die beste Saisonplatzierung seit 2013 bedeutete. Im Saisonverlauf hatte Mahon sein erstes Tor seit etwas mehr als drei Jahren erzielt, als er bei einem 2:0-Sieg gegen Drogheda United traf. Insgesamt konnte er 32 Ligaspiele vorweisen.
Am 21. Dezember 2021 unterzeichnete er einen neuen Vertrag mit den Rovers bis Ende 2023. Im folgenden Monat wurde jedoch eine Freigabeklausel in seinem Vertrag erfüllt und er verließ den Verein. Für eine Ablösesumme von umgerechnet 125.000 Euro wechselte Mahon im Januar 2022 mit einem Zweieinhalbjahresvertrag zum schottischen Erstligisten FC St. Johnstone. In Schottland konnte er nicht überzeugen und absolvierte bis zum Jahresende 2022 nur drei Ligaspiele. Im Januar 2023 wechselte er nach nur einem Jahr bei St. Johnstone zurück nach Irland zu den Sligo Rovers.